# Nadporočnik (Bundeswehr)
Nadporočnik (izvirno nemško Oberleutnant; okrajšava: OLt; kratica: OL) je častniški čin v Bundeswehru (v Deutsches Heeru in Bundesluftwaffe). v Bundesmarine mu ustreza čin nadporočnika.
Nadrejen je činu poročnika in podrejen činu stotnika. V sklopu Natovega STANAG 2116 spada v razred OF-1, medtem ko v zveznem plačilnem sistemu sodi v razred A10.

## Oznaka čina
Oznaka čina je lahko:
- naramenska (epoletna) oznaka (za službeno uniformo): dve srebrni zvezdi z barvno obrobo glede na rod oz. službo[5]
- naramenska (epoletna) oznaka (za bojno uniformo): dve zvezdi (barvna obroba je samo na spodnjem delu oznake).[6]

Oznaka čina nadporočnika Luftwaffe ima na dnu oznake še stiliziran par kril.
Galerija
- Naramenska epoletna oznaka (za službeno uniformo)
- Naramenska epoletna oznaka (za bojno uniformo)
- Osnovna oznaka čina Luftwaffe